# Бордеа (Њамц)
Бордеа (рум. Bordea) насеље је у Румунији у округу Њамц у општини Штефан чел Маре. Oпштина се налази на надморској висини од 495 m.

## Становништво
Према подацима из 2002. године у насељу је живело 217 становника, од којих су сви румунске националности.